# Richard Dupras
Pour les articles homonymes, voir Dupras.
Richard Dupras (né le 1er janvier 1950 à Montréal, dans la province de Québec au Canada) est un joueur professionnel québécois de hockey sur glace. Il évoluait au poste de centre.

## Biographie
Il devient professionnel en 1973 avec les Toros de Toronto dans la Association mondiale de hockey.

## Statistiques
| Saison    | Équipe                                      | Ligue |    | Saison régulière | Saison régulière | Saison régulière | Saison régulière | Saison régulière |   | Séries éliminatoires | Séries éliminatoires | Séries éliminatoires | Séries éliminatoires | Séries éliminatoires |
| Saison    | Équipe                                      | Ligue | PJ | B                | A                | Pts              | Pun              | PJ               | B | A                    | Pts                  | Pun                  |                      |                      |
| 1969-1970 | Maple Leafs de Verdun                       | LHJMQ | 5  | 1                | 1                | 2                | 16               | 6                | 0 | 3                    | 3                    | 2                    |                      |                      |
| 1970-1971 | Patriotes de l'Université de Trois-Rivières | RSEQ  | 18 | 23               | 19               | 42               | 0                | -                | - | -                    | -                    | -                    |                      |                      |
| 1971-1972 | Patriotes de l'Université de Trois-Rivières | RSEQ  | 20 | 17               | 23               | 40               | 0                | -                | - | -                    | -                    | -                    |                      |                      |
| 1973-1974 | Comets de Mohawk Valley                     | NAHL  | 63 | 24               | 24               | 48               | 21               | -                | - | -                    | -                    | -                    |                      |                      |
| 1973-1974 | Toros de Toronto                            | AMH   | 2  | 0                | 0                | 0                | 0                | -                | - | -                    | -                    | -                    |                      |                      |
| 1974-1975 | Comets de Mohawk Valley                     | NAHL  | 16 | 5                | 7                | 12               | 12               | -                | - | -                    | -                    | -                    |                      |                      |
| 1974-1975 | Nordiques du Maine                          | NAHL  | 21 | 6                | 8                | 14               | 8                | -                | - | -                    | -                    | -                    |                      |                      |